# Собор Божественного Спасителя (Острава)
Собор Божественного Спасителя (чеш. Katedrála Božského Spasitele) — кафедральный собор католической епархии Острава-Опавы. Собор Божественного Спасителя является второй по величине базиликой в Моравии после базилики Вознесения Девы Марии и Святых Кирилла и Мефодия в Велеграде.

## История
23 мая 1871 года городской совет Остравы принял решение построить новую более вместительную приходскую церковь, которая заменила бы собой церковь святого Вацлава. В 1882 году началось строительство храма по проекту архитектора Густава Меретты. Строительство церкви завершилось в 1886 году. Освящение храма состоялось 16 июля 1889 года архиепископом Оломоуца Теодором Коном.
30 мая 1996 года, после учреждения епархии Остравы-Опавы, церковь Божественного Спасителя стала кафедральным собором этой епархии.
В настоящее время в соборе Божественного Спасителя регулярно проводятся богослужения и концерты. Собор является лишь частично доступным.